# 攝譜儀
攝譜儀（英語：Spectrograph）是一種可將進入光線分離成频谱的儀器。目前有數種儀器基於電磁波確切性質可被稱為攝譜儀。這一詞最早在1884年使用。
攝譜儀和多色儀關係相當密切。

## 恆星與太陽攝譜儀
第一個攝譜儀使用的「感應器」是相紙。天文學家發現恆星光譜的分類、哈伯定律和星系分類都是從使用相紙的攝譜儀獲得資料的。植物的光敏色素則是以使用活植物當感應器的攝譜儀發現。近年攝譜儀使用CCD等電子式感應器，可以偵測到可見光和紫外線。偵測器種類選擇必須依照要紀錄的光線波長決定。
即將發射的詹姆斯·韦伯太空望远镜包含一個近紅外線攝譜儀和一個中紅外線攝譜儀。

## 階梯光柵攝譜儀

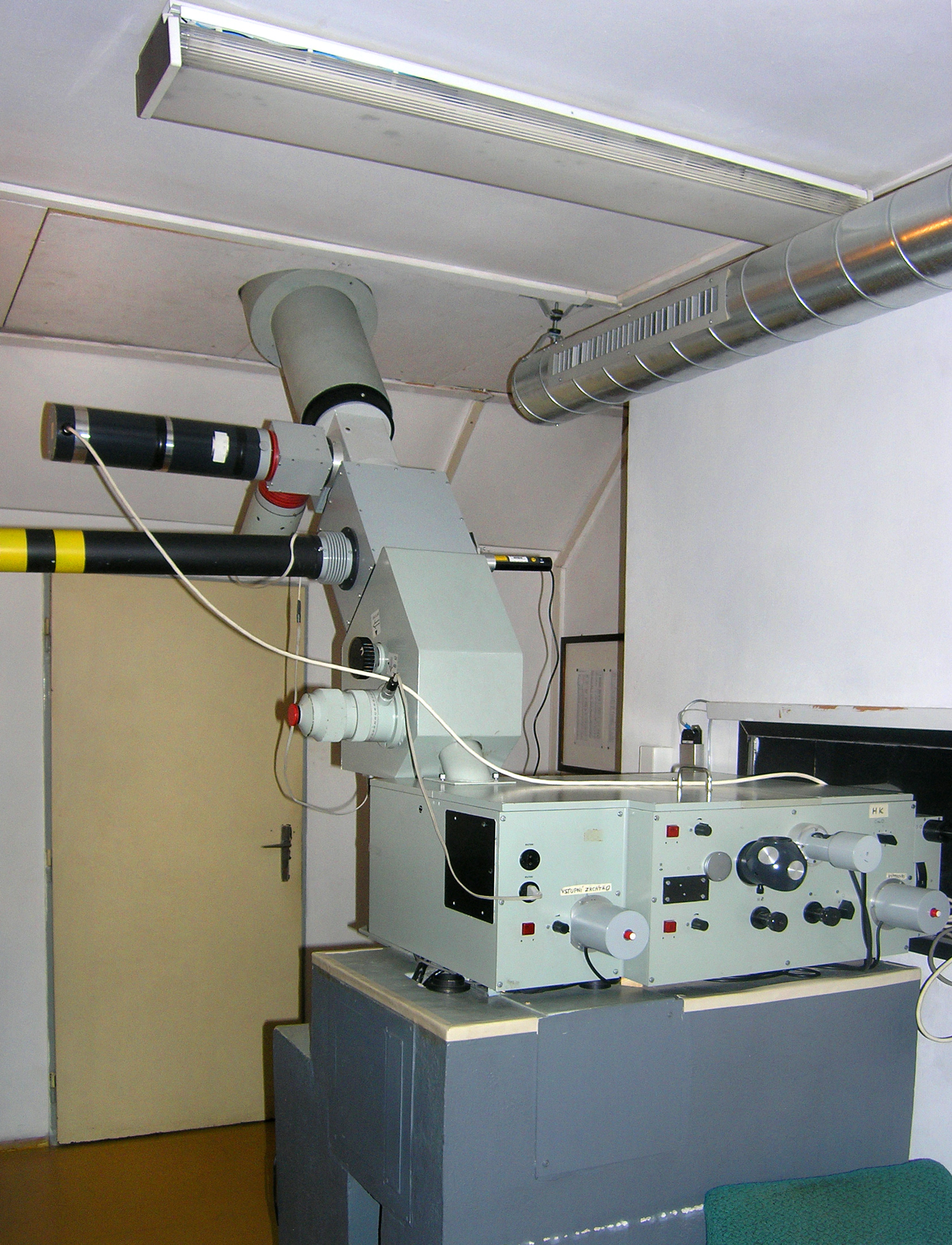
捷克國家科學院天文研究所位於奧德熱幽夫天文台的階梯式光柵攝譜儀。

階梯光柵使用兩個互相垂直，且距離很近的繞射光柵。因此這種攝譜儀的光線入口是一個點，而非狹縫；並使用一個平面CCD紀錄光譜。一般人會嘗試檢查對角線上的頻譜，但當兩個光柵之間寬間距，且其中一個是閃耀光柵時，會造成只有第一階的部分是可見的；而其他較高階的部分都看到是閃爍的狀態。而資料狀態良好的頻譜可以聚集在一個小型CCD上。小的CCD也代表準直光學元件不需要對彗形像差或散光最佳化，但球面像差可以設定為0。

## 參見

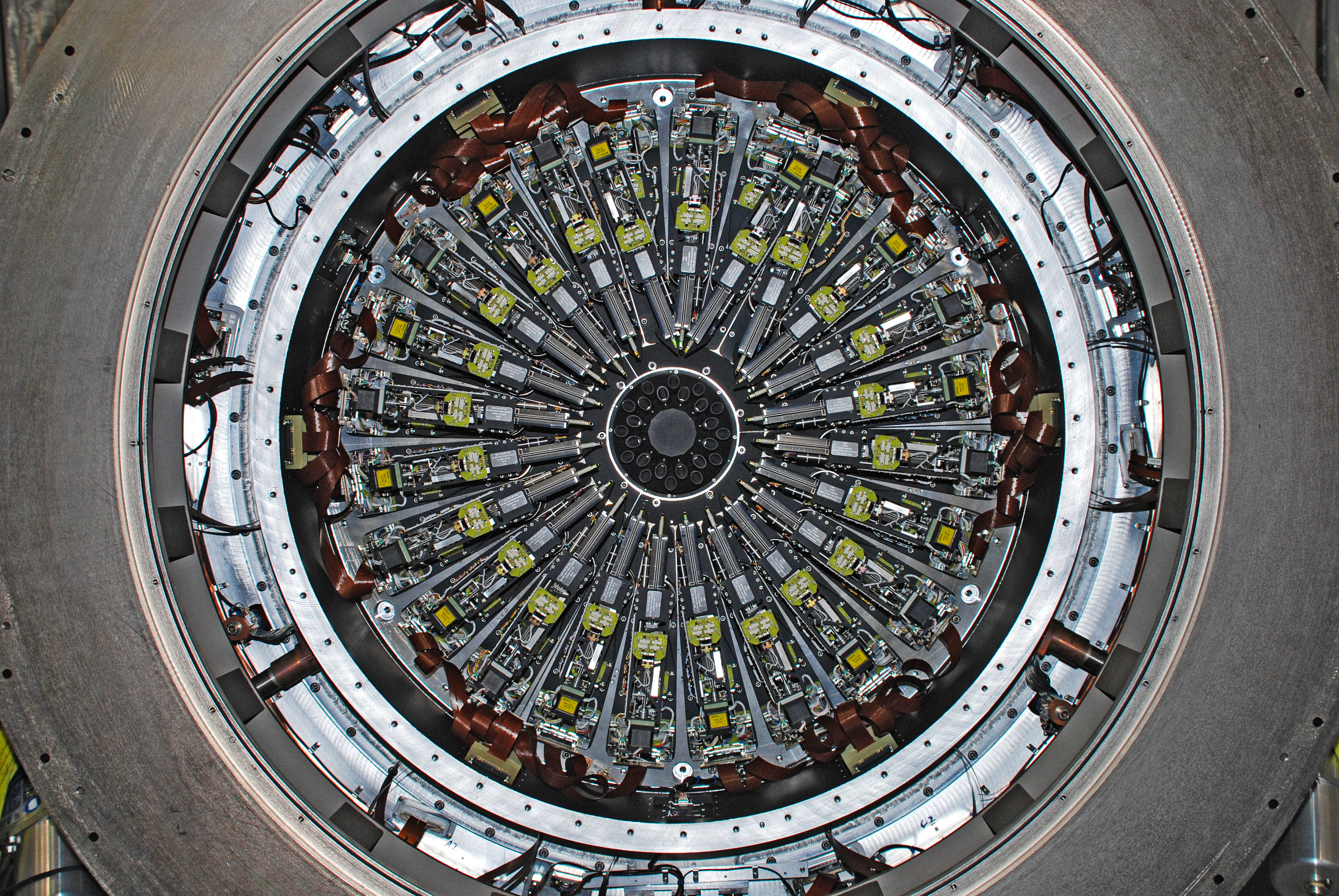
KMOS攝譜儀。

## 外部連結

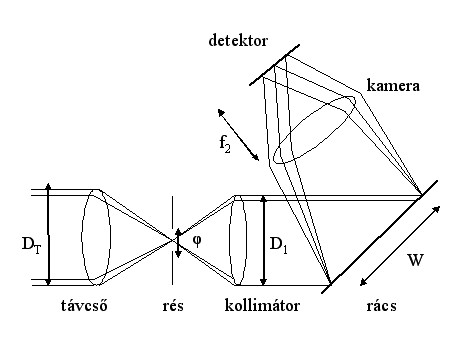
攝譜儀原理。

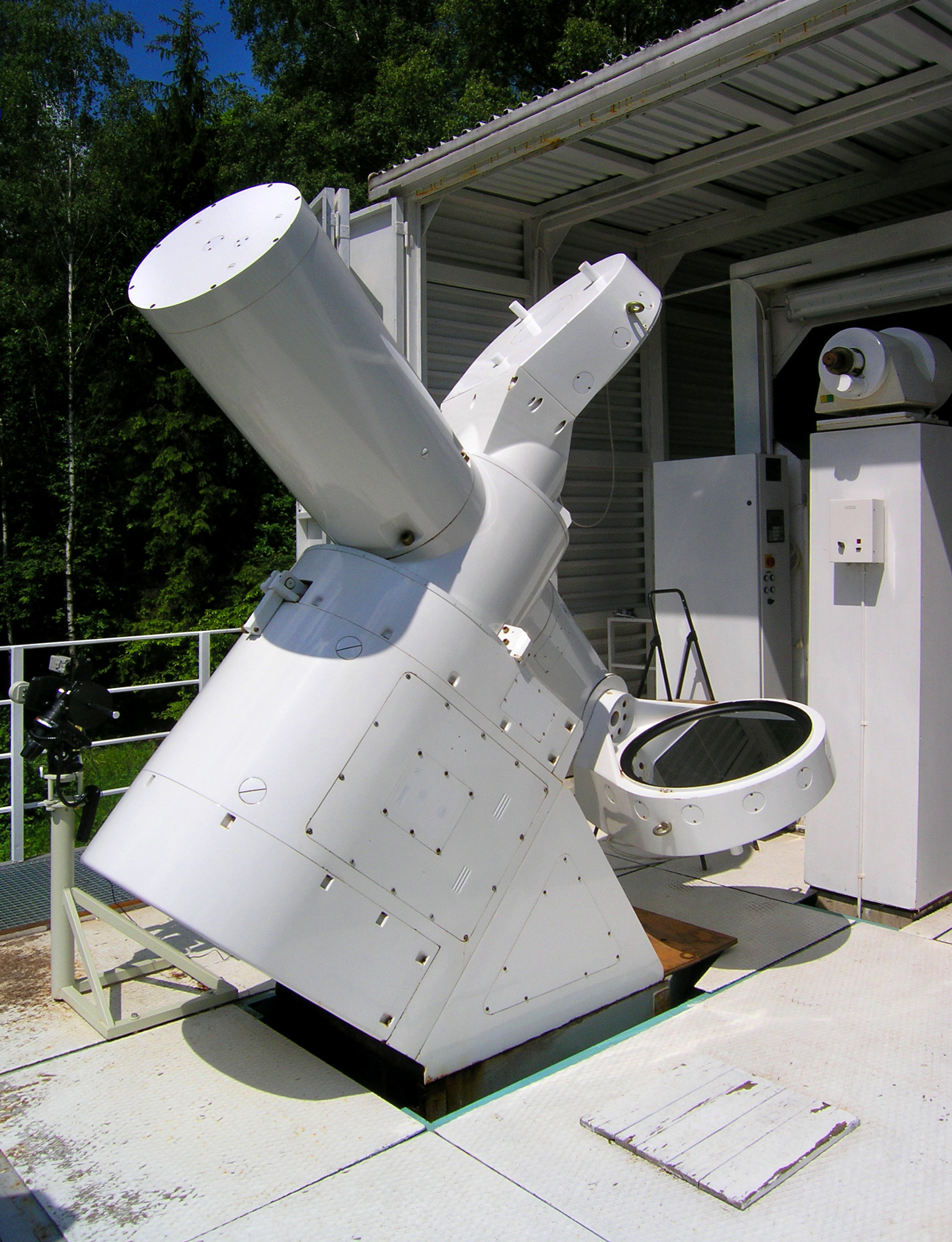
捷克國家科學院天文研究所位於奧德熱幽夫天文台（Ondřejov）的水平式太陽攝譜儀。

- Spectrograph for astronomical Spectra